# Campeloma regulare
Campeloma regulare är en snäckart som först beskrevs av I. Lea 1841.  Campeloma regulare ingår i släktet Campeloma och familjen sumpsnäckor. Inga underarter finns listade i Catalogue of Life.